# Vári (ort i Grekland, Sydegeiska öarna)
Vári (Vari) är en ort i Grekland.   Den ligger i prefekturen Kykladerna och regionen Sydegeiska öarna, i den sydöstra delen av landet, 130 km sydost om huvudstaden Aten. Vári ligger 47 meter över havet och antalet invånare är 1 266. Den ligger på ön Nísos Sýros.
Terrängen runt Vári är platt österut, men åt nordväst är den kuperad. Havet är nära Vári åt sydost.  Närmaste större samhälle är Ermoupoli, 4,7 km norr om Vári. 